# It Badhûs
It Badhûs is een jongerencentrum en poppodium in Zwaagwesteinde in de Nederlandse provincie Friesland. It Badhûs wordt geëxploiteerd door de Stichting Jongerenwerk Dantumadeel. De programmering van het poppodium bestaat voornamelijk, maar niet uitsluitend, uit aan hardcore en metal verwante acts. Het pand bevat een oefenruimte voor bands. Naast muziek, is er in It Badhûs plaats voor workshops, cursussen, sport en activiteiten voor jongeren. De grote zaal van het pand heeft een capaciteit van 350 personen.

## Geschiedenis
Het pand waarin It Badhûs is gevestigd, is in 1955 gebouwd als badhuis voor de inwoners van Zwaagewesteinde en omstreken. In die tijd was bad- en douchegelegenheid in de huizen primitief of niet aanwezig. Daarnaast werd in het pand een gymnastiekzaal voor de basisscholen gevestigd. Nadat in de jaren zeventig de meeste huizen voorzien waren van modernere douchegelegenheid, werd het gebouw in de functie van badhuis overbodig. Daarom werd besloten het gebouw te verbouwen tot jongerencentrum en poppodium. 

## Evenementen
It Badhûs is in de Noordelijke muziekscene voornamelijk bekend vanwege de hardcore- en metalavonden. De hardcore-evenementen staan bekend onder de naam Infected by Hardcore. Andere terugkerende evenementen zijn onder anderen de voorronde van de Kleine Prijs van Fryslân en de bandwedstrijd Aaipop der op ût. 